# Heteropelta
Heteropelta (лат.) — вымерший род архозаврообразных. Он известен по единственному виду Heteropelta boboi, который был обнаружен в среднетриасовой формации Форбидити д’Аупа в Италии..

## Описание голотипа
Голотип представлен фрагментом спинного панциря с рядом невральных дуг спинных позвонков. Дорсальный панцирь нового таксона состоит из двух столбцов парамедианных остеодерм и по крайней мере шести столбцов латеральных остеодерм. В отличие от других бронированных архозавров, остеодермы черепитчатые, задняя остеодерма перекрывает переднюю. Низкие нервные дуги несут небольшие нервные отростки и длинные постзигапофизы. Остеодермы латеральных столбцов увеличиваются в размерах и изменяют форму от самых медиальных до самых латеральных столбцов.

## Кладистический анализ
Кладистический анализ Archosauromorpha позиционирует Heteropelta boboi либо как базального фитозавра, либо как базального сухиана. Однако второй кладистический анализ, сосредоточенный на бронированных архозаврах, альтернативно позиционирует новый таксон как базального архозавроподобного, базального сухиана, базального лорикатана или крокодиломорфа.